# Gustav Janke (Verleger)

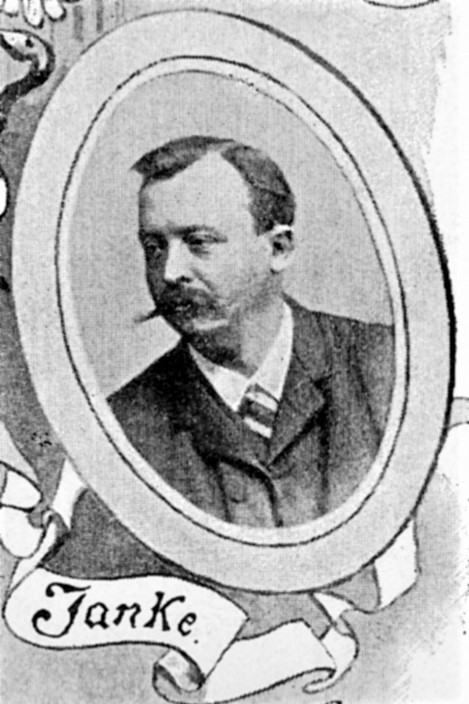
Gustav Janke (um 1895)

Johannes Eduard Gustav Janke (* 13. Januar 1849 in Potsdam; † 11. Februar 1901 in Groß-Lichterfelde bei Berlin) war ein deutscher Verleger.

## Leben
Gustav Janke war einer der Söhne des Berliner Verlegers Otto Janke und seiner Ehefrau Anna geb. Sello. Nach dem Schulbesuch des Berliner Friedrich-Wilhelms-Gymnasiums studierte er an der Universität Marburg Geschichte und Literaturgeschichte. Am 4. Dezember 1868 wurde er im Corps Teutonia zu Marburg recipiert. Er wechselte 1870 an die Georg-August-Universität Göttingen und wurde auch im Corps Hannovera aktiv. Er nahm am Deutsch-Französischen Krieg teil. Mit einer Doktorarbeit über Sueton und Einhard in der Vita Karoli Magni wurde er an der Universität Rostock zum Dr. phil. promoviert. Bis zu seinem plötzlichen Tod saß er im Gesamtausschuss des Verbandes Alter Corpsstudenten.

## Verlag
Am 23. Juli 1873 wurde er Teilhaber des 1843 gegründeten väterlichen Belletristik-Verlags und der Buchdruckerei, an der auch sein älterer Bruder Carl beteiligt war und deren Leitung der ältere Bruder 1885 im Zuge der vorweggenommenen Erbfolge nach dem Vater übernahm. Die Buchdruckerei hatte naturgemäß den Verlag der Familie als Großkunden. Mit seinem jüngeren Bruder Richard Janke übernahm er 1885 den Verlag des Vaters noch zu dessen Lebzeiten vollständig und baute ihn weiter aus:

„Dr. Gustav und Richard Janke gliederten dem Verlage insbesondere die Werke der aufblühenden russischen und nordischen Litteratur an, fast alle Schriften Tolstois, Turgenjews und Dostojewskis, an nordischen Dichtern Björnson, Bergsöe und Jacobsen, und dem Zuge der Zeit nach Verbilligung der Romane folgend, schuf der erstgenannte die oben erwähnte »Collection Janke«, eine Sammlung wohlfeiler Romane und Novellen, die besonders als Reiselektüre die weiteste Verbreitung gefunden hat. 1888 erschien das bedeutsame Werk Louis Schneiders »Aus dem Leben Kaiser Wilhelms«, und 1890 wurden ebenfalls auf Gustav Jankes Veranlassung Wilhelm Raabes Schriften in billigen Ausgaben herausgebracht und dadurch der Weg zu dem großen Erfolge gebahnt, den endlich der 70. Geburtstag des Dichters brachte. Die »Deutsche Roman-Zeitung« wurde 1881 nach dem Ausscheiden des bisherigen Redakteurs Robert Schweichel der geschickten Leitung Otto von Leixners anvertraut, der besonders das Beiblatt nach seinen Anschauungen neu ausgestaltete. Daß die Pflege des zeitgenössischen Romans gemäß der bisherigen Ueberlieferung die Hauptaufgabe des Verlages blieb, zeigt die große Reihe moderner Autoren, die seitdem zu den alten hinzugetreten sind.“

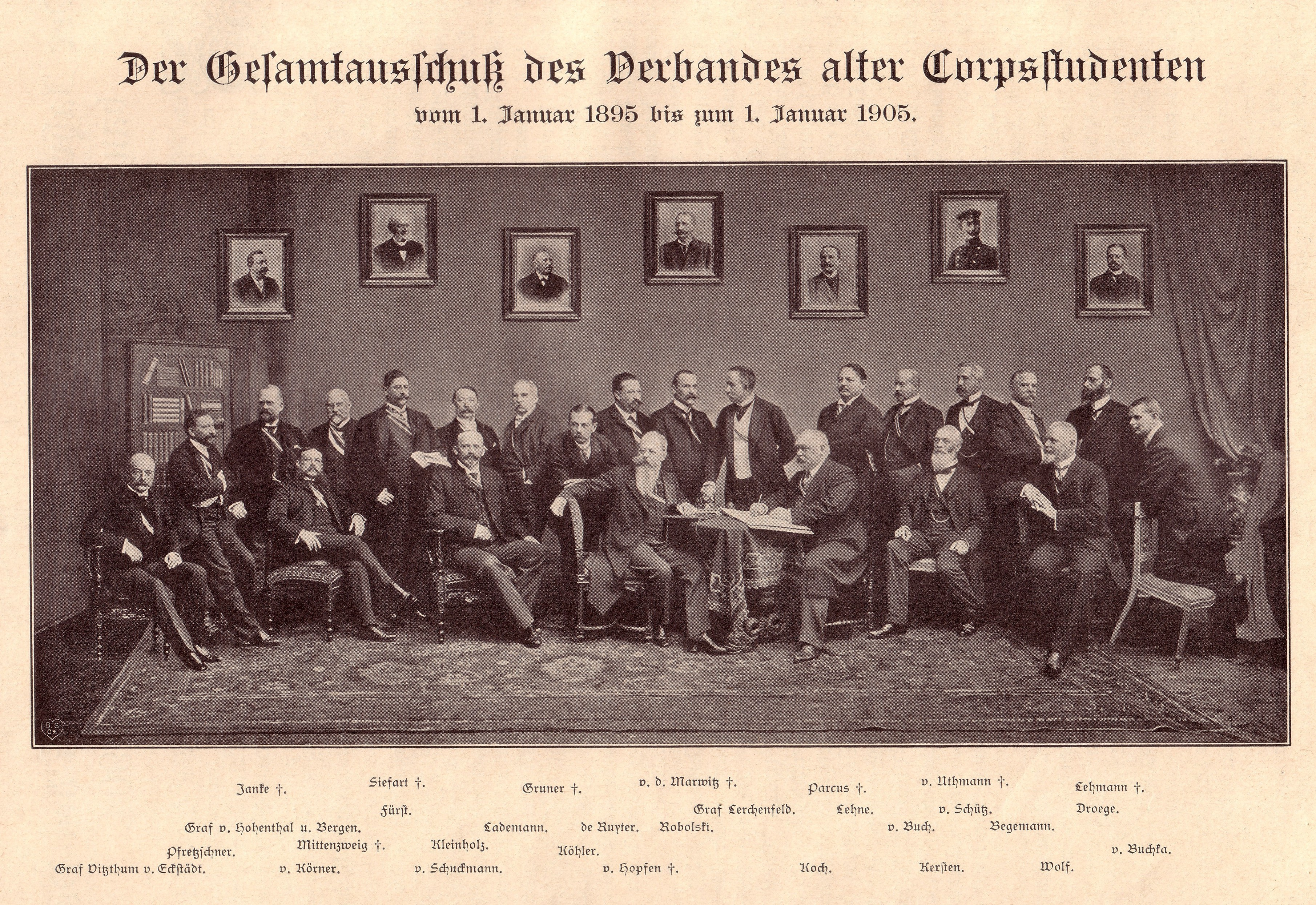
Gustav Janke (Wandbild ganz links) als verstorbenes Mitglied des Gesamtausschusses des Verbandes Alter Corpsstudenten

Nach dem Herztod seines Bruders Richard am 21. August 1897 wurde er Alleininhaber des Janke Verlags. Auch Gustav Janke verstarb wenige Jahre darauf 1901. Nach dem frühen Tod von Gustav Janke führte seine Frau Editha geb. Rhens mit zwei erfahrenen Prokuristen den Verlag bis zur Übernahme durch ihren Sohn Erich Janke (* 1878) nach seiner Rückkehr von den Universitäten Göttingen, Berlin und nach dem Tode des Vaters noch für ein Jahr in Rostock am 1. Januar 1903 fort. Nach dem Tode Leixners übernahm er 1907 auch die Chefredaktion der Deutschen Roman-Zeitung. Die Deutsche Roman-Zeitung erschien im Verlag von 1864 bis 1944. Der Verlag bestand in Berlin bis 1945.